# The Adventures of Robin Hood (televisieserie)

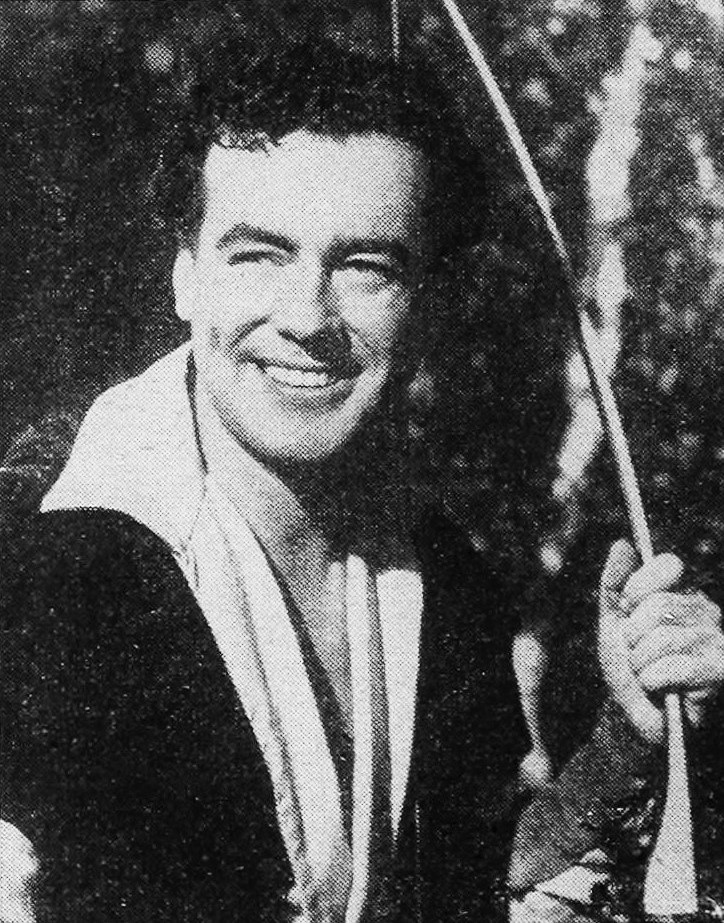
Richard Green in zijn rol van Robin Hood.

The Adventures of Robin Hood is een Amerikaans-Britse televisieserie, die officieel draaide van 22 september 1955 tot 26 september 1960. De serie was een van de langstlopende series uit die tijd, met in totaal 143 afleveringen. De serie werd gefinancierd door de Incorporated Television Company (ITC) op de buis gebracht.
De serie neemt de Robin Hood-legende als bron van inspiratie, maar de producers hebben hier veel eigen verhalen en elementen aan toegevoegd om op een totaal van 143 afleveringen te komen. De serie genoot vooral zijn bekendheid door de openingstune. Gecomponeerd door Carl Sigman, en gezongen door Dick James.

## Verhaal
De serie volgt Robin Hood, een voormalige Brits edelman die door onrecht zijn titel is kwijtgeraakt en sindsdien als misdadiger te boek staat. Hij houdt zich met een groot aantal andere “misdadigers” op in de bossen van Sherwood. Samen werken ze de corrupte edellieden tegen door hun rijkdommen te stelen en deze onder de armen te verdelen.
Hood's voornaamste tegenstander is de Sheriff van Nottingham, die elke mogelijke manier aangrijpt om Robin Hood en zijn bende te vangen. Robin heeft een oogje op Lady Marion, een edeldame die Robin geregeld van informatie over de sheriff en zijn plannen voorziet.
De afleveringen worden gekenmerkt door heldendaden, spectaculaire ontsnappingen en achtervolgingen, en gevechten. Tevens bevat de serie veel historische lessen. De producers hadden speciaal voor de serie experts op het gebied van Britse geschiedenis ingehuurd.
Een ander kenmerk van de serie is dat behalve de hoofdpersonages ook de bijpersonages een sterk uitgewerkte persoonlijkheid hebben.

## Cast
- Richard Greene – Robin Hood
- Victor Woolf – Derwent
- Archie Duncan – Little John
- Alexander Gauge – Friar Tuck
- Alan Wheatley – Sheriff van Nottingham
- Paul Eddington – Will Scarlet
- Donald Pleasence, Hubert Gregg en Brian Haines – Prince John

## Productie
The Adventures of Robin Hood werd geproduceerd door Hannah Weinstein, een lid van de Hollywoodtak van de Communistische Partij van de Verenigde Staten. Weinstein huurde veel Amerikaanse schrijvers in die op de zwarte lijst van Hollywood stonden, waaronder Ring Lardner Jr., Waldo Salt, Robert Lees en Adrian Scott. Howard Koch, die ook op de zwarte lijst stond, werd ingehuurd als script editor. De schrijvers gebruikten allemaal pseudoniemen om te voorkomen dat ze zouden worden ontmaskerd.
De titelsong van de serie werd gecomponeerd door Carl Sigman en ingezongen door Dick James. Het lied werd ook uitgebracht als single door Gary Miller.
Artdirector Peter Proud, een expert op het gebied van oorlogscamouflage, kwam met het idee veel van de decorstukken en rekwisieten op wielen te zetten zodat de set snel kon worden aangepast. Voor de serie werden 140 sets gebruikt, allemaal verdeeld in kleine stukken die makkelijk uitwisselbaar waren.